# سلطة نقد برمودا
سلطة نقد برمودا هي الهيئة التنظيمية المتكاملة لقطاع الخدمات المالية في برمودا. وهي ليست بنكًا مركزيًا، ولا تُقدم تسهيلات مقرض الملاذ الأخير.
أُنشئت السلطة بموجب قانون سلطة النقد في برمودا لعام 1969، وهي تُشرف على المؤسسات المالية العاملة ضمن نطاق اختصاصها وتُنظّمها وتُفتّشها. كما تُصدر الدولار البرمودي، وتُدير معاملات مراقبة الصرف الأجنبي، وتُساعد السلطات الأخرى في برمودا على كشف الجرائم المالية ومنعها، وتُقدّم المشورة للحكومة والهيئات العامة بشأن الشؤون المصرفية وغيرها من الشؤون المالية والنقدية.
تُطوّر السلطة لوائح مالية قائمة على المخاطر تُطبّقها على الرقابة على بنوك برمودا وشركات الاستئمان وشركات الاستثمار وصناديق الاستثمار ومديري الصناديق وشركات الخدمات المالية وشركات التأمين. كما تُرخّص الشركات وتُنظّم بورصة برمودا للأوراق المالية.